# Бурхард, Лесли
Лесли Леон Бурхард (англ. Leslie Leon Burchard;  3 августа 1949 — 1 августа 2002) — американский серийный убийца, совершивший серию из 7 убийств на территории города Ричмонд (штат Виргиния). В 1996 году Бурхард был осужден по обвинению в четырех нападений на бездомных мужчин, которые он совершил в период с июня 1994 года по 29 июня 1996 года на территории  Ричмонда, в результате которой три человека были убиты. После осуждения Бурхард помимо признательных показаний в совершении убийств бездомных мужчин - признался в совершении убийств четырех пожилых женщин на территории Ричмонда, которые произошли в 1996 году. Серия убийств получила название «Golden Years Murders», после того как Полиция Ричмонда в начале 1990-х для расследования преступлений сформировала целевую группу, а полицейская операция по поиску виновных официально получила название «Золотые годы» (англ. Golden Years). Несмотря на то, что доказательств виновности Лесли Бурхарда в совершении убийств пожилых женщин найдено не было, в 2000 году он был признан виновным в совершении четырех убийств. Он отказался от причастности к совершению других убийств пожилых женщин, но в конечном итоге он не был исключен из числа подозреваемых, а СМИ и полиция возложили на него ответственность за совершение остальных убийств, благодаря чему он получил прозвище «Golden Years Killer».

## Биография
Лесли Бурхард родился 3 августа 1949 года на территории США в семье из трех детей. Мать Лесли страдала психическим расстройством. В середине 1950-х у нее была диагностирована шизофрения, вследствие чего отец Бурхарда развелся с ней и женился вторично. В детстве и юности Лесли, его брат и сестра воспитывались отцом и мачехой. Большую часть детства и юности Лесли провел на территории южных штатов США. В конце 1960-х отец Бурхарда - Сэмюэл Бурхард, который работал физиотерапевтом, нашел работу в госпитале для ветеранов войн под названием «McGuire Veteran Affairs Medical Center», который был расположен на территории города Ричмонд (штат Виргиния), после чего семья Бурхардов переехала в Ричмонд. В школьные годы Лесли Бурхард вел законопослушный образ жизни. Он не был замечен в проявлении девиантного поведения по отношению к окружающим и большинством друзей и знакомых того период характеризовался положительно. После окончания школы Бурхард сменил ряд профессий. Во время экономического кризиса 1970-х годов Бурхард стал испытывать материальные трудности и проблемы с трудоустройством, благодаря чему с середины 1970-х его психическое состояние начало резко ухудшаться. В этот период он был вынужден зарабатывать на жизнь низкоквалифицированным трудом. С 1977 года по 1982 год Лесли работал в справочной службе Ричмонда. В 1978 году проблемы с психическим здоровьем вынудили его обратиться в больницу. На основании результатов медицинского освидетельствования у него были диагностированы признаки психического расстройства, благодаря чему начиная с 1978 года и вплоть до своего ареста в 1996 году - он периодически проходил лечение в психиатрической клинике «Richmond Mental Health Clinic». В середине 1980-х его психическое состояние снова резко ухудшилось, благодаря чему в конце 1980-х Бурхард бросил работу, потерял жилье и начал вести бродяжнический образ жизни. В этот период он стал проводить много свободного времени в обществе бездомных и других представителей маргинального слоя общества, ведущих криминальный образ жизни и имеющих низкий социальный статус.
В 1992 году Лесли Бурхард был арестован по обвинению в незаконном проникновении на территорию частной собственности и по обвинению в непристойном обвинении после того, как молодая студентка одного из Университетов Ричмонда обратилась в полицию, заявив что подвергается преследованию со стороны Бурхарда, который однажды был замечен на территории ее домовладения, занимающимся вуайеризмом. В сентябре того же года Брухард был признан виновным и получил в качестве уголовного наказания шесть месяцев лишения свободы, которые он отбывал в окружной тюрьме Ричмонда. Во время отбывания этого уголовного наказания, Лесли постоянно демонстрировал девиантное поведение с признаками психического расстройства. В этот период он страдал галлюцинациями, заявлял о том, что слышит голоса неустановленного происхождения, вследствие чего затыкал себе уши кусками туалетной бумаги. После нападения на сотрудника охраны окружной тюрьмы, Бурхард в феврале 1993 года был этапирован в одну из психиатрических клиник Ричмонда, где на основании судебно-психиатрической экспертизы у него была диагностирована шизофрения. Ему был назначен курс лечения, во время которого он принимал в больших дозах такие препараты мобан и когентрин. После прохождения курса лечения, на основании повторной судебно-медицинской экспертизы он был признан неспособным для того, чтобы социально адаптироваться к самостоятельной жизни в обществе, благодаря чему в  ноябре 1993 года Бурхард был этапирован в дом престарелых для психических больных, который был также расположен на территории Ричмонда. В 1994 году он совершил побег из учреждения, после чего на протяжении двух последующих лет продолжал вести бродяжнический образ жизни на улицах Ричмонда, много свободного времени проводя в обществе бездомных. В этот период Лесли зарабатывал на жизнь на сдаче металлолома и совершением мелких краж.

## Разоблачение
В июле 1996 года полиция арестовала Лесли Бурчарта по обвинению в  незаконном проникновении на территорию чужой частной собственности. Во время допроса, Бурчард неожиданно поведал следователям о том, что несет ответственность за совершение убийств трех человек и совершении ряда нападений. Так он признался в том, что в июне 1994 года задушил бездомного, 35-летнего Монтака Девитта Уинстона. Бурхарт утверждал, что  задушил Уинстона, после того, как тот не вернул ему долг в размере 275 долларов и марихуану. Второй жертвой Лесли, согласно его показаниям, стал 46-летний Гэри Уэйн Шелтон. Он также был бездомным и проживал на одной из улиц Ричмонда, ночуя в брошенном автомобиле. Бурхарт избил Шелтона и проломил ему череп неустановленным тупым предметом  14 июня 1996 года. Через несколько дней, 29 июня 1996 года Бурхарт избил и задушил 42-летнего Джона Уэйда Плезантса. Плезантс в отличие от предыдущих жертв Лесли, не был бездомным. Он жил в съемной квартире и работал плотником. Согласно свидетельствам Бурхарда, 29 июня 1996 года он встретился с Плезантсом, после чего тот пригласил Лесли в свою квартиру, где они совместно распивали алкогольные напитки. Бурхард утверждал, что убил Плезантса после того, как между ними произошла ссора. Помимо этого Лесли Бурхард дал признательные показания в совершении нападения на еще одного бездомного мужчину, которое он совершил в начале 1996 года. В результате нападения, жертва Бурхарда получила тяжелую черепно-мозговую травму, в результате чего ей наложили 37 швов, но она впоследствии осталась жива. В конце 1996 года на основании признательных показаний, Лесли Бурхард был признан виновным по всем пунктам обвинения, после чего суд назначил ему  уголовное наказание в виде 105 лет лишения свободы.
Отбыв в заключении несколько лет, в январе 2000 года Лесли Брухард связался с Департаментом полиции Ричмонда и дал признательные показания в совершении убийств 55-летней Джейн Фостер, 69-летней Элизабет Сиберт, 84-летней Мэми Верландер и 75-летней Люсиль Бойд. Все женщины были убиты на территории Ричмонда в период с 1 января по 23 апреля 1996 года. Четверо убитых были официально включены в список 14 жертв, которые по версии полиции Ричмонда совершил неустановленный серийный убийца. Серия убийств началась 1 июля 1990 года и получила название Golden Years murders, после того как Полиция Ричмонда в начале 1990-х для расследования преступлений сформировала целевую группу, а полицейская операция по поиску виновных официально получила название «Золотые годы» (англ. Golden Years). Во время допросов Бурхард описал детали убийств и обстоятельства их совершения, которые по мнению следствия были известны только следствию и непосредственно самому преступнику. Кроме признательных показаний, никаких других улик, свидетельствующих о причастности Бурхарда к совершению серийных убийств найдено не было, тем не менее на основании его показаний 25 мая 2000 года суд приговорил его пяти срокам в виде пожизненного лишения свободы за совершение четырех убийств и совершение ограбления квартиры Люсиль Бойд.
В последующие годы полиция Ричмонда и СМИ возложили на него ответственность за совершение серии убийств и дали ему прозвище «Golden Years Killer», несмотря на то, что Лесли отрицал свою причастность к совершению других убийств пожилых женщин и настаивал на том, что в городе действовало сразу несколько серийных убийц.

## Смерть
После осуждения Лесли Леон Бурхард отбывал свое уголовное наказание в тюрьме «Wallens Ridge State Prison», расположенной на территории округа округ Уайз, штат Виргиния. В начале 2000-х у него начались проблемы со здоровьем. У него была диагностирована группа сердечно-сосудистых заболеваний. 30 июля 2002 года общее состояние здоровья Бурхарда резко ухудшилось. Он был этапирован с территории тюремного учреждения в тюремный госпиталь, который был расположен на территории города Биг Стон Гэп, где Лесли Бурхард умер 1 августа 2002 года, за два дня до своего 53-го дня рождения..

## Последующие события
Споры о причастности Брудхарда к серии убийств Golden Years murders велись несколько лет после его смерти и его виновность подвергалась сомнению в связи с его психическим заболеванием. Незадолго до своей смерти, Бурхард отказался от своих признательных показаний в совершении убийств 55-летней Джейн Фостер, 69-летней Элизабет Сиберт, 84-летней Мэми Верландер и 75-летней Люсиль Бойд и заявил, что не причастен к серийным убийствам. Однако бывший  детектив полиции Ричмонда Рон Рид, который принимал участие в аресте Бурхарда в 1996 году, в ноябре 2013 года заявил СМИ, что в 1996 году Лесли Бурхард после своего ареста во время одного из допросов  признался в совершении убийств еще двух человек. По словам Рида, Бурхард признался в том, что 20 июня 1996 года убил 81-летнюю Рэйчел Хеншоу в одном из домов престарелых Ричмонда  и задушил бездомного мужчину, 47-летнего Уильяма Мерилла на одной из улиц Ричмонда своей рубашкой 18 июня 1996 года. Рон Рид утверждал, что его непосредственный начальник в отделе по расследованию убийств потребовал от него засекретить показания Бурхарда под угрозой увольнения в связи с тем, что Ричмонд занимал третье место среди городов США по количеству убийств, а полиция подвергалась негативной огласке в СМИ. Заявление Рона Рида вызвало общественный резонанс в Ричмонде, благодаря чему через несколько дней после того, как были опубликованы показания Рида, представители Департамента полиции Ричмонда опровергли его заявления, но вынужденно признали тот факт, что Рейчел Хеншоу и Уильям Мерилл были обнаружены мертвыми в июне 1996 года. Согласно их свидетельствам, во время расследования не было найдено достаточных доказательств для того, чтобы переквалифицировать причины смертей Хеншоу и Мерилла в убийства и доказательств причастности к этому Лесли Бурхарда, так как в ходе судебно-медицинской экспертизы было установлено, что Хеншоу умерла естественной смертью из-за осложнений проблем со здоровьем, а Уильям Мерилл погиб из-за последствий отравления алкогольных напитков. Таким образом настоящее количество жертв Лесли Бурхарда осталось неизвестным как и масштаб его преступных деяний.